# Theronia hilaris
Theronia hilaris är en stekelart som först beskrevs av Thomas Say 1829.  Theronia hilaris ingår i släktet Theronia och familjen brokparasitsteklar. Inga underarter finns listade i Catalogue of Life.